# مهدیه افشار بکشلو
مهدیه افشار بکشلو (Mahdiyeh Afshar Bakeshloo) (زادهٔ ۱۳۷۴ خورشیدی در تهران) عکاس ایرانی در حوزهٔ هنر مفهومی و فاین آرت  است. آثار او بیشتر در قالب عکس‌های سیاه‌وسفید مفهومی ارائه می‌شوند و موضوعاتی همچون انزوا، تنهایی، و جست‌وجوی هویت را روایت می‌کنند. او در آثارش با استفاده از بدن انسان، اشیای روزمره، و فضاهای خالی تلاش می‌کند تا احساسات پنهان و موقعیت‌های ذهنی را بازنمایی کند.

## زندگی و تحصیلات
مهدیه افشار بکشلو در سال ۱۳۷۴ در تهران به دنیا آمد. او از ۱۸ سالگی در دوره‌های عکاسی شرکت کرد و آموزش خود را به‌صورت حرفه‌ای در یک آکادمی خصوصی آغاز نمود.

## موضوع و سبک آثار
افشار بکشلو آثار خود را اغلب در قالب عکس‌های تک‌تصویر سیاه‌وسفید ارائه می‌دهد که در آن‌ها از عناصر بدن انسان، فضاهای تهی، اشیای بی‌جان، و ترکیب‌بندی‌های مینیمالیستی بهره می‌برد. رویکرد هنری او متأثر از سورئالیسم است. به گفتهٔ خودش، هدف از این نوع تصویرسازی، درک بهتر احساسات ناخودآگاه درونی انسان است. افشار معتقد است که «هنر زمانی زنده می‌ماند که مخاطب در آن مشارکت کند» و تصویر زمانی کامل می‌شود که بیننده داستان خودش را در آن بیابد.
اعتقاد دارد انسان معاصر حقیقت درونی خود را از طریق بدن با حقیقت بیرونی جهان ارتباط می‌دهد و این تعامل را میان جسم انسان و اشیای بی‌جان به تصویر می‌کشد. آثار او معمولاً شامل تصویرسازی سوررئال با استفاده از اشیاء روزمره (مانند قاشق، لیوان یا کوه ظروف) هستند که چهره را مخفی می‌کنند و پرسش‌هایی درباره هویت، تمرکز و ارزش دیداری ایجاد می‌کنند. وی با استفاده از کنتراست بالا و عشق به فضاسازی عجیب و قانون‌شکنانه، محیطی بصری خلق می‌کند که احساس درونی‌اش را منعکس می‌کند و مخاطب را درگیر پرسش می‌نماید.
آثار او غالباً سیاه‌وسفید و دارای ساختاری هنری، ریتمیک و هندسی هستند. ترکیب اشیاء و بدن انسان در آثارش، تلاش برای انتقال احساسات انسانی مانند غم، تنهایی یا سردرگمی است. او مخاطب را دعوت می‌کند که درگیر پرسش شود و پاسخ شخصی خود را بیابد؛ از توضیح مستقیم اجتناب دارد. 
او در اظهارنظر خود گفته است:
«هر زمان که کار می‌کنم، احساس من در کار من تأثیر می‌گذارد و آن‌ها را با اندیشه درونی من شکل می‌دهد... سعی می‌کنم با ایجاد یک محیط عجیب و غریب که منعکس‌کننده احساس من است، قانون را نقض کنم.»
افشار با یکی از آثار خود در مجموعه بین‌المللی Portrait of Humanity Vol. 5 انتخاب شد و تصویر او در روزنامه  The Times منتشر گردید. این موفقیت، بازتابی از نگاه مفهومی و اجتماعی او به موضوعات معاصر، به‌ویژه جایگاه زن در جامعه ایرانی، به شمار می‌رود.

## پروژه‌ها، جوایز و فعالیت‌ها
آثار او در نشریات بین المللی همچون The Times، British Journal of Photography، Float Photo Magazine و Humble Arts Foundation منتشر شده‌اند. 
همچنین آثار او در نمایشگاه‌های انفرادی و گروهی در ایران، آلمان، یونان و ایتالیا به نمایش درآمده‌اند. او همچنین در رقابت‌های بین‌المللی زیر حضور داشته یا برگزیده شده‌است:
- برگزیدهٔ مسابقهٔ بین‌المللی ReFocus Awards (۲۰۲۳)
- فینالیست جوایز ND Photography Awards
- نامزد Fine Art Photography Awards
- حضور در مجله‌های تخصصی مانند Float Photo Magazine، F-Stop Magazine و Humble Arts Foundation

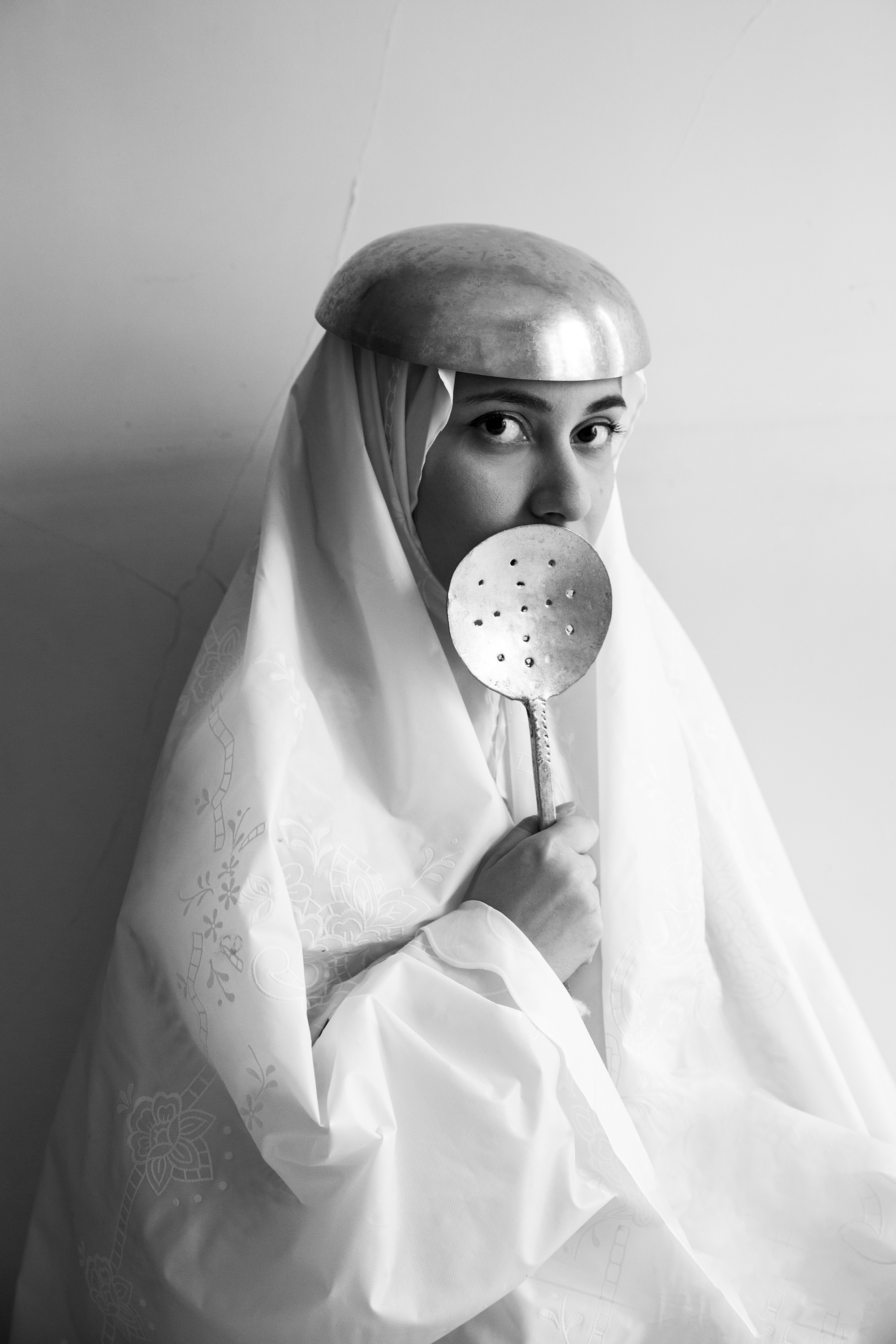
ممنوعه اثر مهدیه افشار بکشلو